# Khu doanh trại phức hợp ở Września
Khu doanh trại phức hợp ở Września - doanh trại cũ của Phổ, được xây dựng vào đầu thế kỷ XX (1902-1910), tại phố Kosciuszko hiện tại (cũ de. Kaiser-Wilhelm-strasse).

## Miêu tả
Tại phố Koszarowa và phố Kosciuszko ở Wrzesnia là Khu doanh trại phức hợp của Phổ, được xây dựng trong những năm 1902-1910. Trong Khu doanh trại phức hợp có nhà huấn luyện lịch sử, được nhập vào sổ đăng ký di tích.

## Lịch sử
Năm 1902, tại khu vực phía đông nam Września bắt đầu xây dựng doanh trại. Lúc đầu là tòa nhà trên đường Kosciuszko, và sau đó các tòa nhà ở bên dưới, thay thế các tòa nhà trước đó. Việc xây dựng kéo dài đến năm 1910. Diện tích chiếm khoảng 12 ha, hình dạng của nó tương tự như một hình vuông. Các hàng rào của tòa nhà có hàng rào kim loại nhúng giữa các cột của gạch.

### Nhà Huấn luyện
Các doanh trại được đặt nhà huấn luyện lịch sử, được ghi vào sổ đăng ký di tích vào năm 1996.

### Sự quản lý
Trong thời kỳ giữa chiến tranh là nơi đóng quân và là doanh trại của Trung đoàn bộ binh 68 thuộc Quân đội Ba Lan (1921). Sau Thế chiến II, Trung đoàn vẫn là đơn vị đóng quân trong doanh trại quân đội Ba Lan đầu tiên, sau đó, đến năm 1992, Quân đội Liên Xô đã đóng quân ở đây. Trong thời gian này, một số công việc sửa chữa và hiện đại hóa, làm thay đổi đáng kể diện mạo của doanh trại, nhiều vật thể đã mất chức năng hoặc ngừng tồn tại, tạo ra nhiều cái mới. Từ khu vực của doanh trại đã bị ngừng ở phía tây nam là khu nhà của năm sĩ quan, khu Nam là một trong những khối và nhà kho quân phục. Khi công việc bắt đầu vào năm 1992, với mục đích áp dụng các tiền đề cho các tính năng mới. Doanh trại hiện đang là Trường dạy nghề, trong phòng tập thể dục là khu phức hợp thể thao và giải trí "Swiat Wodny Cenos". Các tòa nhà khác dành cho mục đích dân cư. Khu phức hợp doanh trại Phố Nội bộ hiện được gọi là Phố Koszarowa.

## Hình ảnh

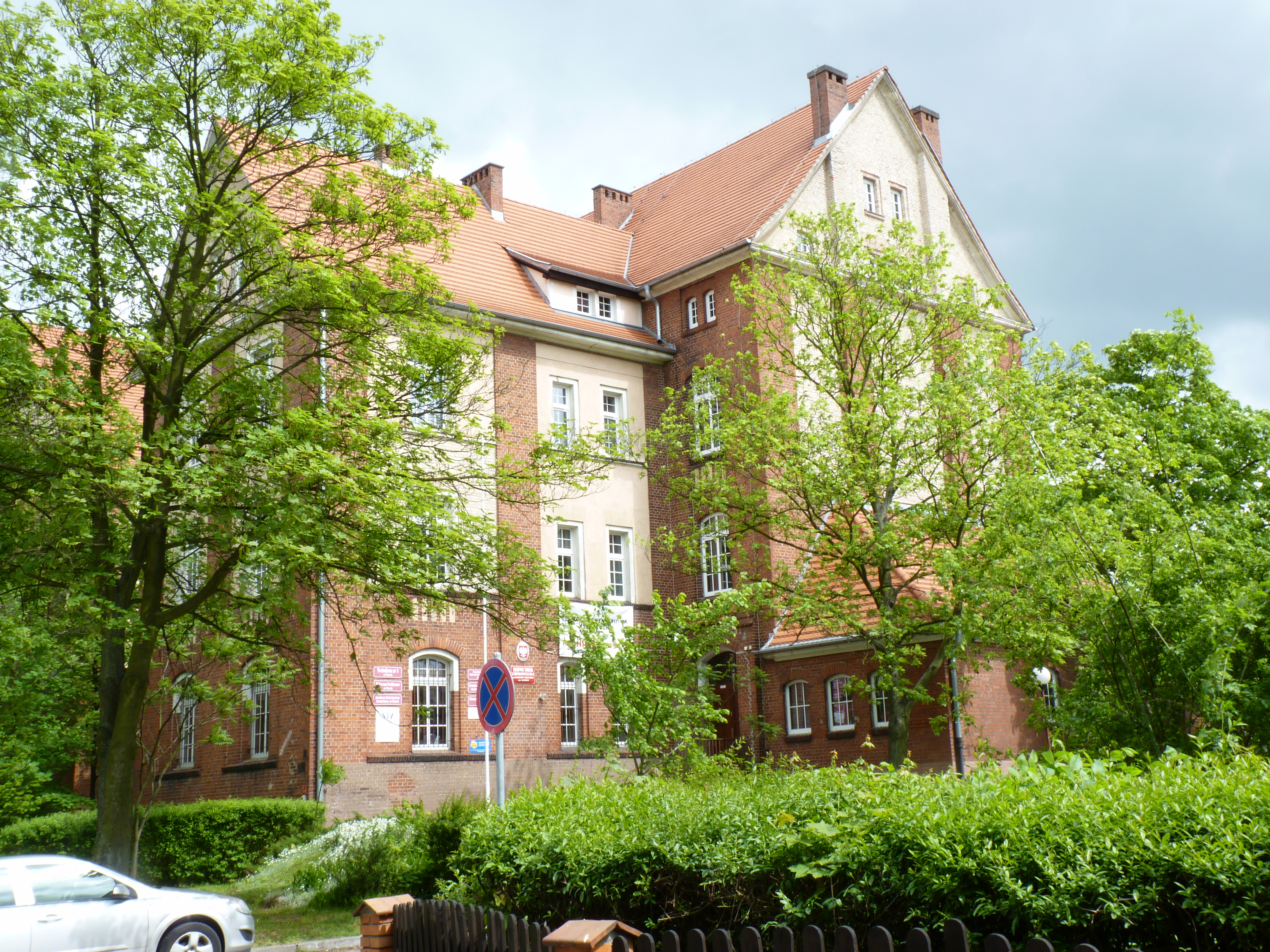
Tòa nhà doanh trại cũ
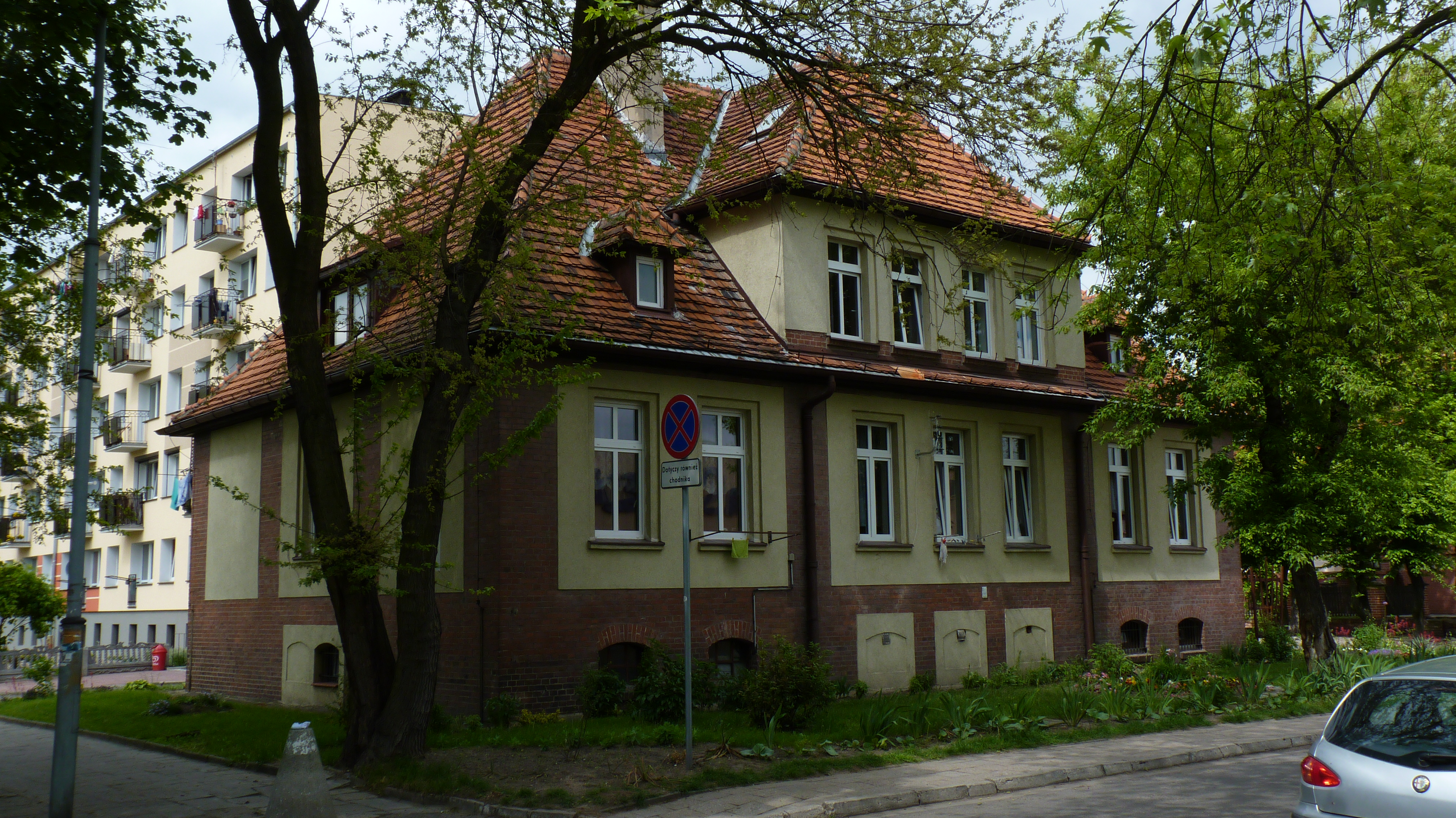
Tòa nhà doanh trại cũ
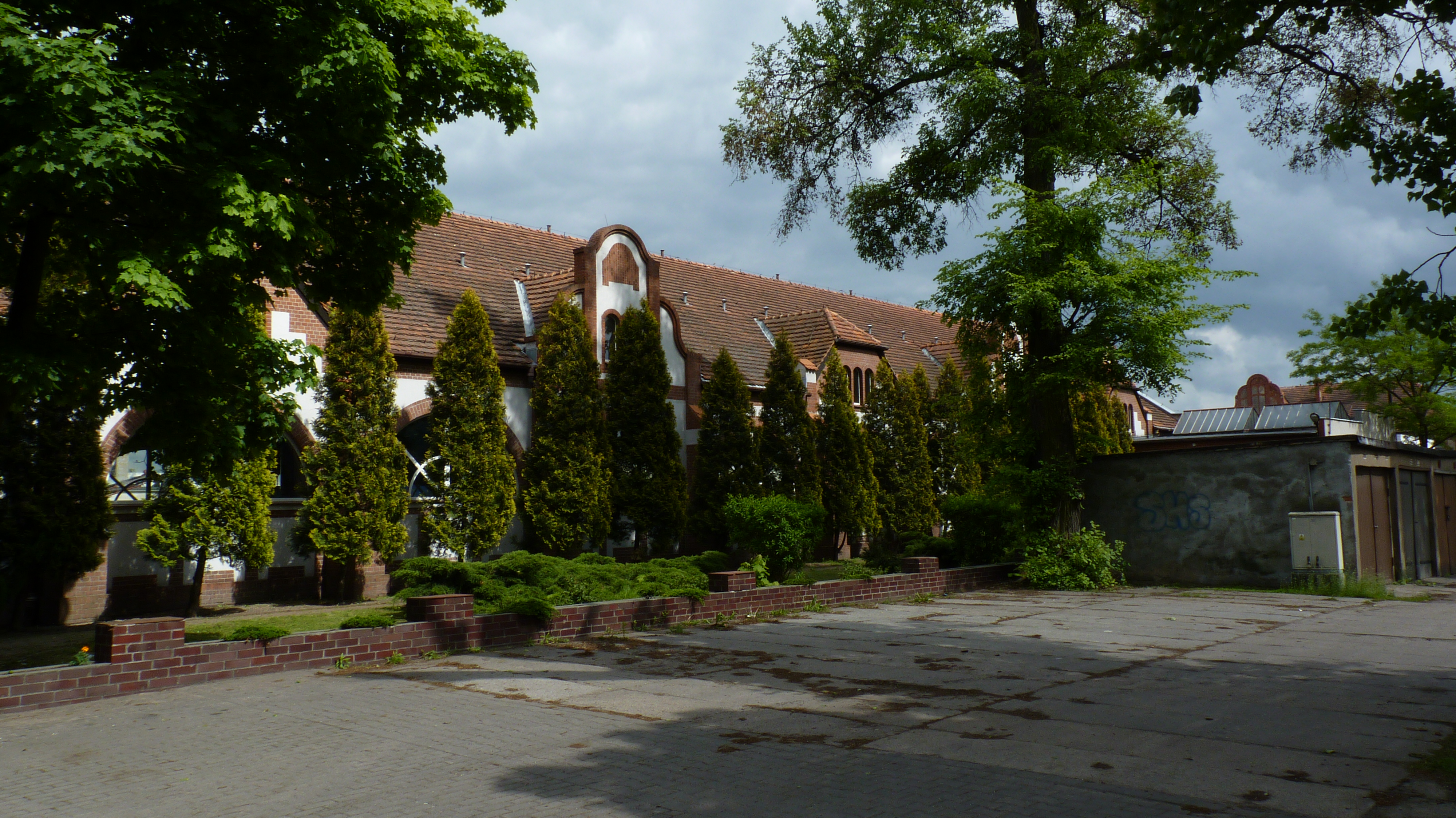
Tòa nhà doanh trại cũ
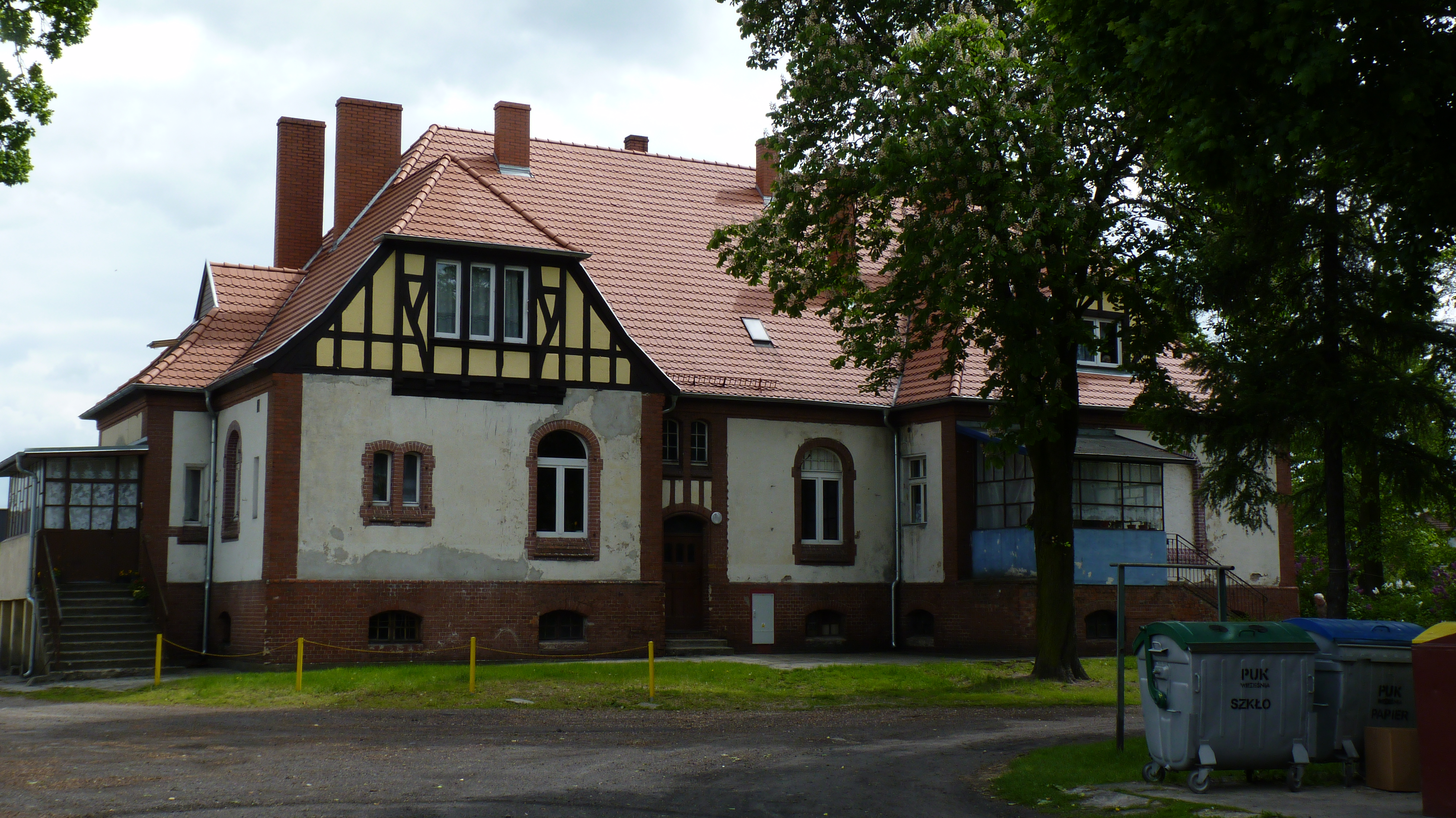
Tòa nhà doanh trại cũ
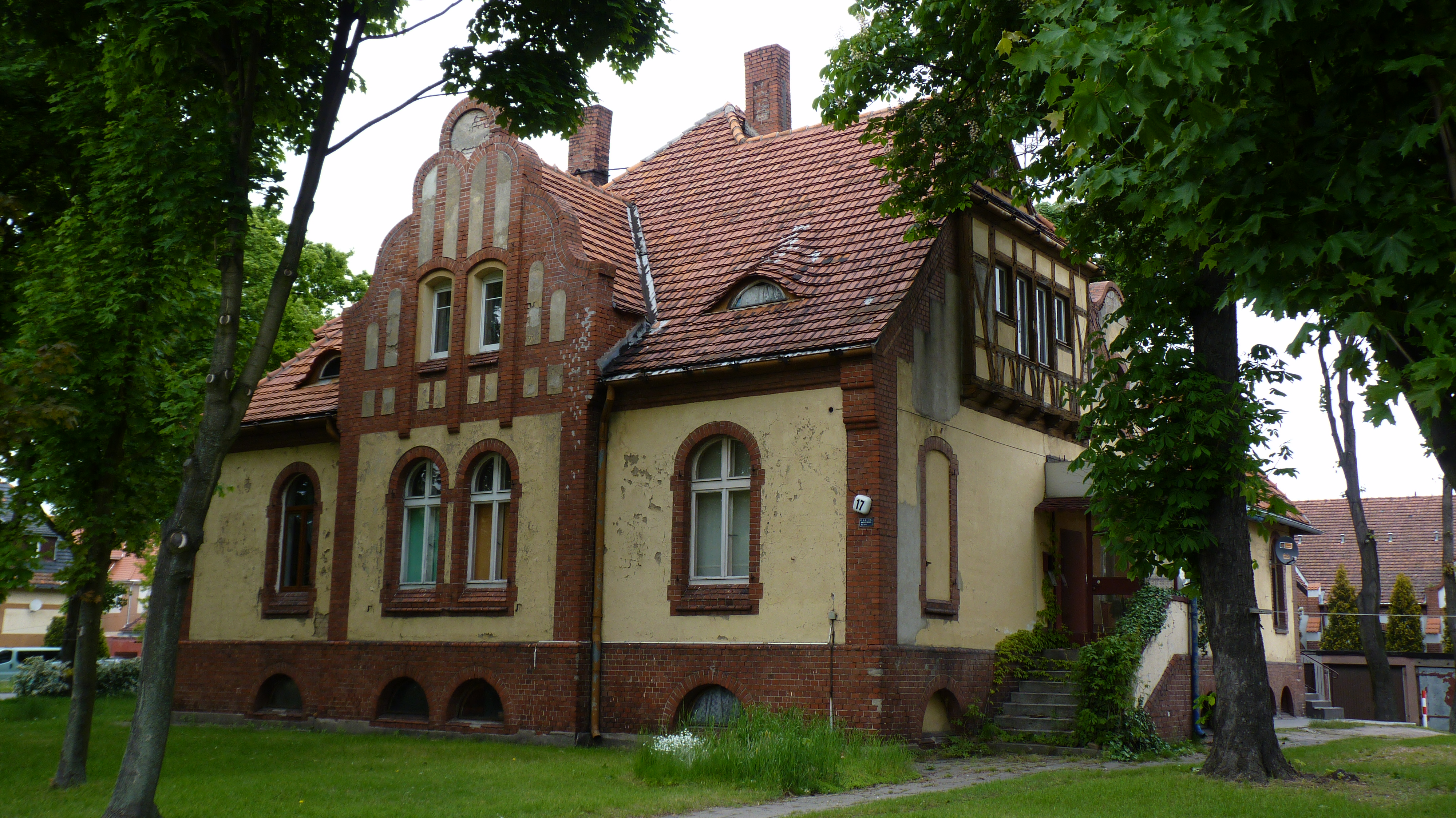
Tòa nhà doanh trại cũ
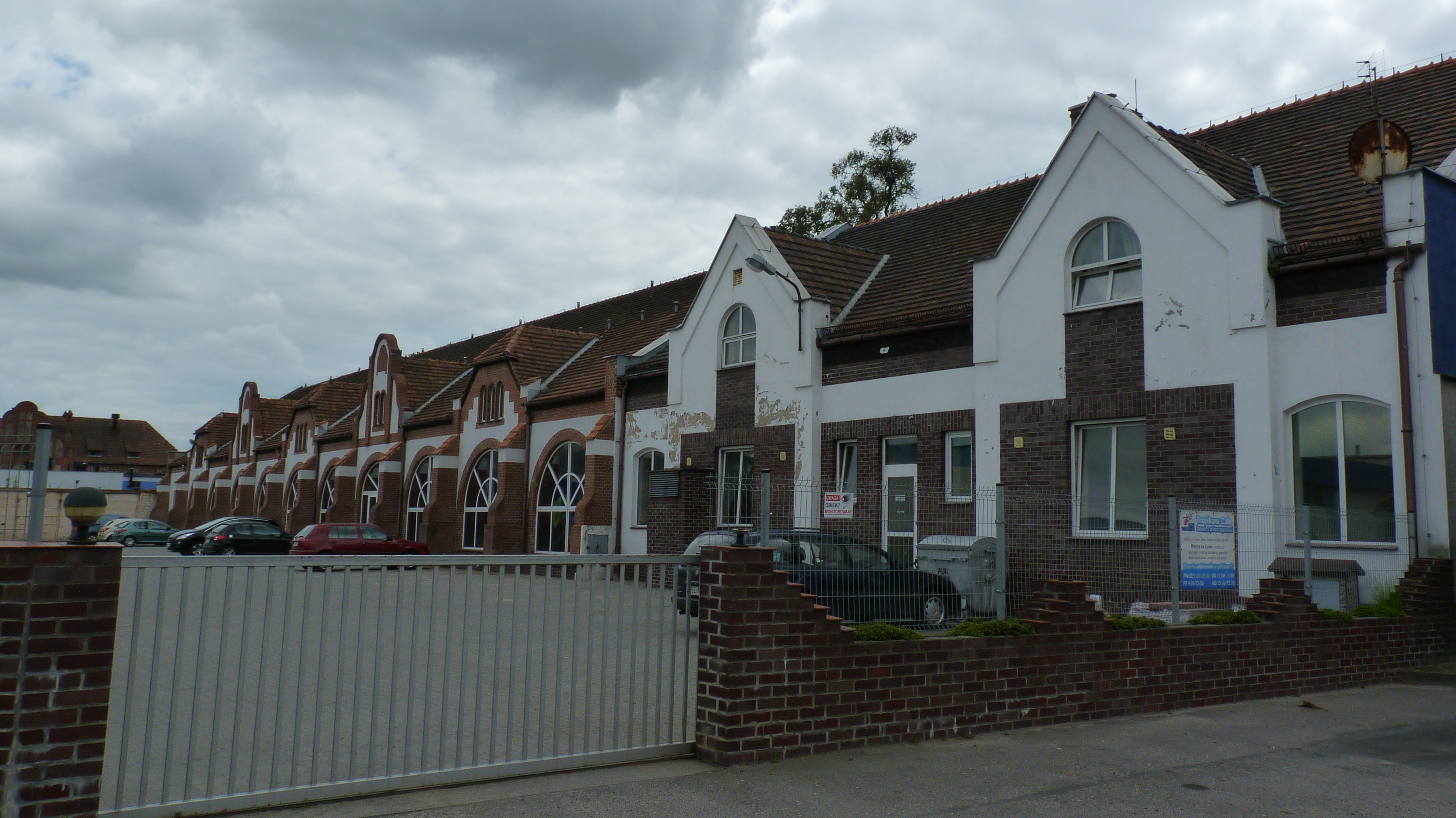
Tòa nhà doanh trại cũ
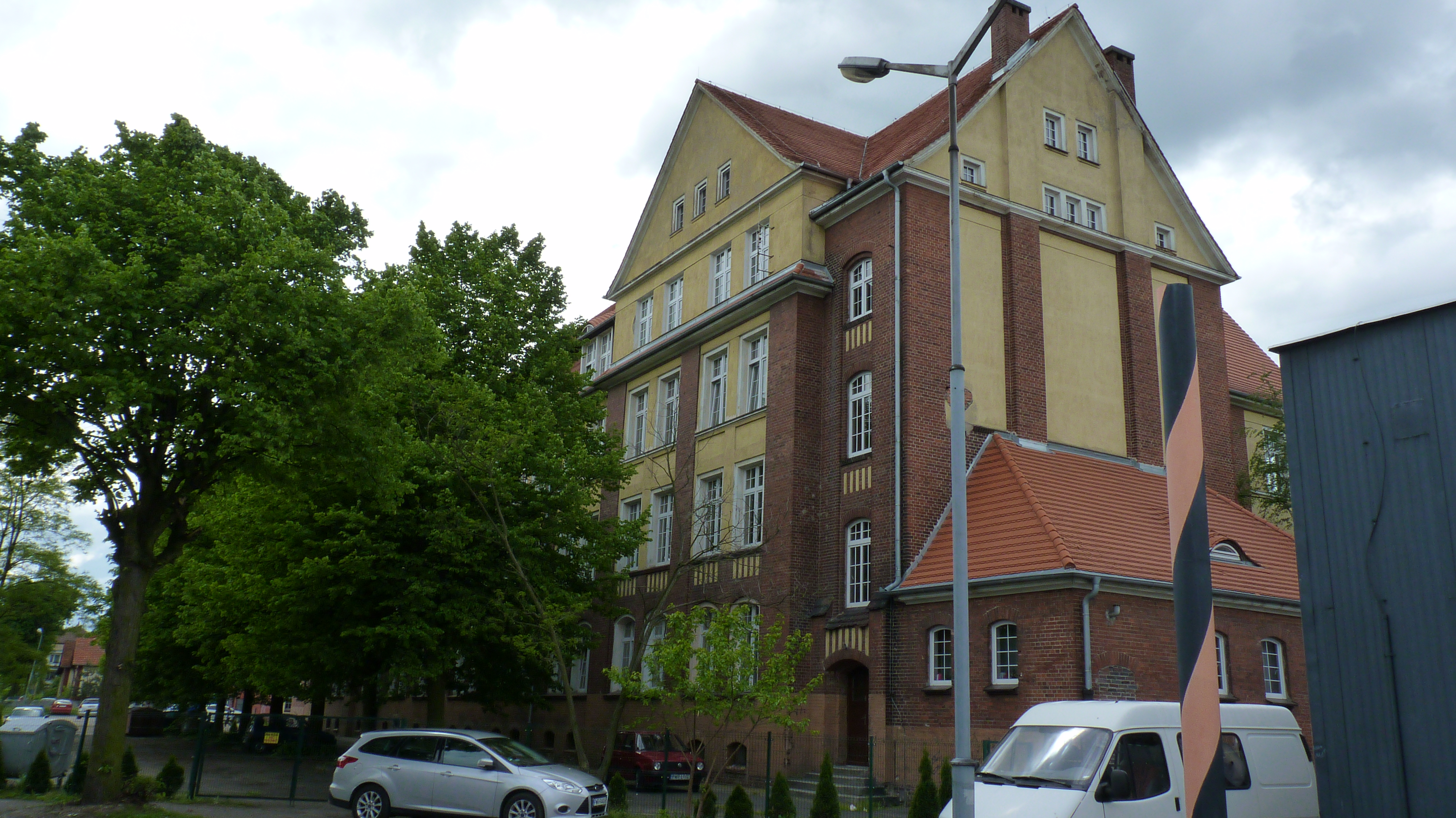
Tòa nhà doanh trại cũ
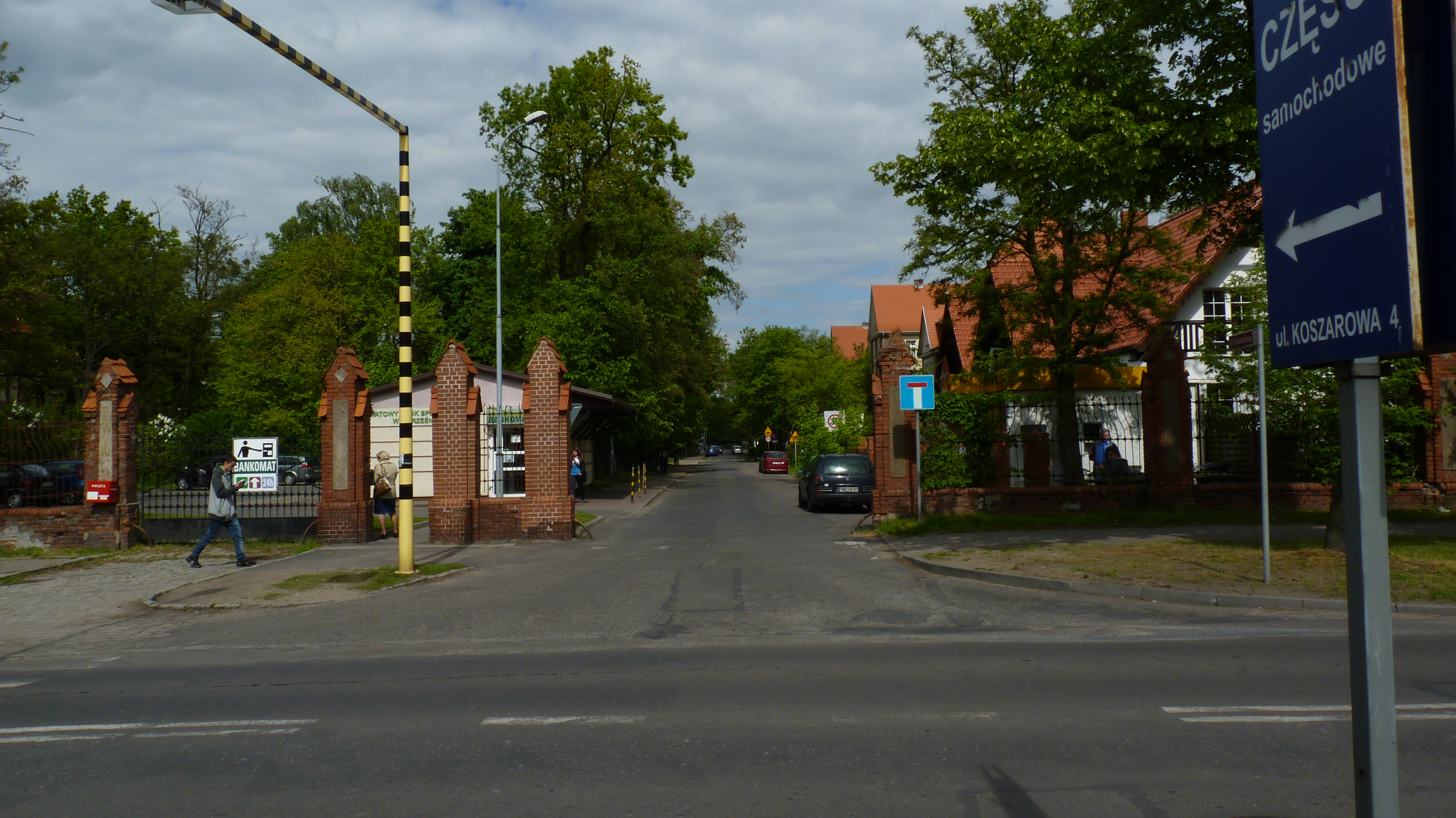
Phố Koszarowa